# Historial de versiones del kernel de Linux

Los núcleos de Linux tienen diferentes niveles de soporte dependiendo de la versión. Por lo general, cada versión estable continúa incorporando correcciones de errores desde la línea principal hasta que se lance la próxima versión estable. Sin embargo, si una versión estable ha sido designada como un núcleo de soporte a largo plazo (LTS), se mantendrá durante unos años adicionales. Después de eso, las versiones designadas como Soporte Súper-Largo Plazo (SLTS) serán mantenidas por la Plataforma de Infraestructura Civil (CIP) durante muchos más años.

## Rama 6.x.y
| Versión                                                                                        | Fecha de lanzamiento    | Versión actual | Encargado de mantenimiento       | EOL                      | Características | Notas                                                                                             |
| ---------------------------------------------------------------------------------------------- | ----------------------- | -------------- | -------------------------------- | ------------------------ | --------------- | ------------------------------------------------------------------------------------------------- |
| 6.0                                                                                            | 02 de octubre de 2022   |                | Greg Kroah-Hartman y Sasha Levin | Enero de 2023            |                 | Nombrada como "Hurr durr I'ma ninja sloth" [sic]                                                  |
| 6.1                                                                                            | 11 de diciembre de 2022 | 6.1.65         | Greg Kroah-Hartman y Sasha Levin | Diciembre de 2026        |                 | Esta es la primera versión en soportar la escritura de módulos del kernel usando el lenguaje Rust |
| 6.2                                                                                            | 19 de febrero de 2023   | 6.2.16         | Greg Kroah-Hartman y Sasha Levin | Mayo de 2023             |                 |                                                                                                   |
| 6.3                                                                                            | 23 de abril de 2023     | 6.3.13         | Greg Kroah-Hartman y Sasha Levin | 11 de julio de 2023      |                 |                                                                                                   |
| 6.4                                                                                            | 25 de junio de 2023     | 6.4.16         | Greg Kroah-Hartman y Sasha Levin | 13 de septiembre de 2023 |                 |                                                                                                   |
| 6.5                                                                                            | 27 de agosto de 2023    | 6.5.13         | Greg Kroah-Hartman y Sasha Levin | 28 de noviembre de 2023  |                 |                                                                                                   |
| 6.6                                                                                            | 30 de octubre de 2023   | 6.6.8          |                                  |                          |                 |                                                                                                   |
| 6.7                                                                                            | 8 de enero de 2024      | 6.7.5          | Linus Torvalds                   |                          |                 |                                                                                                   |
| 6.9                                                                                            | 13 de mayo de 2024      | 6.9            | Linus Torvalds                   |                          |                 |                                                                                                   |
| Leyenda:Versión antiguaVersión antigua, con soporte técnicoÚltima versiónÚltima versión previa |                         |                |                                  |                          |                 |                                                                                                   |

## Rama 5.x.y
| Versión                                                                                        | Fecha original de lanzamiento | Versión actual | Encargado de mantención          | EOL | Notas |  |
| ---------------------------------------------------------------------------------------------- | ----------------------------- | -------------- | -------------------------------- | --- | --- |  |
| 5.0                                                                                            | 03 de marzo de 2019           | 5.0.21         | Greg Kroah-Hartman               | Junio del 2019 | |  |
| 5.1                                                                                            | 05 de mayo de 2019            | 5.1.21         | Greg Kroah-Hartman               | Julio del 2019 | |  |
| 5.2                                                                                            | 07 de julio de 2019           | 5.2.20         | Greg Kroah-Hartman               | Octubre del 2019 | 5.2-rc2 es nombrada como Golden Lions 5.2 es nombrada como Bobtail Squid                                                                            |  |
| 5.3                                                                                            | 15 de septiembre de 2019      | 5.3.18         | Greg Kroah-Hartman               | Diciembre del 2019 | |  |
| 5.4                                                                                            | 24 de noviembre de 2019       | 5.4.180        | Greg Kroah-Hartman & Sasha Levin | Diciembre del 2025 | Vigésima versión de largo soporte, usada en Ubuntu 20.04 LTS 5.4-rc2 es nombrada como Nesting Opossum 5.4-rc5 es nombrada como Kleptomaniac Octopus |  |
| 5.5                                                                                            | 26 de enero de 2020           | 5.5.19         | Greg Kroah-Hartman               | Abril del 2020 | |  |
| 5.6                                                                                            | 29 de marzo de 2020           | 5.6.19         | Greg Kroah-Hartman               | Junio del 2020 | |  |
| 5.7                                                                                            | 31 de mayo de 2020            | 5.7.19         | Greg Kroah-Hartman               | Agosto del 2020 | |  |
| 5.8                                                                                            | 2 de agosto de 2020           | 5.8.18         | Greg Kroah-Hartman               | Noviembre del 2020 | |  |
| 5.9                                                                                            | 11 de octubre de 2020         | 5.9.16         | Greg Kroah-Hartman               | Diciembre del 2020 | |  |
| 5.10                                                                                           | 2020 de diciembre de 13       | 5.10.101       | Greg Kroah-Hartman & Sasha Levin | Diciembre del 2026 | Vigésimo primera versión de largo soporte, usada en Debian 11 "Bullseye" 5.10.19 es nombrada como Dare mighty things                                |  |
| 5.11                                                                                           | 2021 de febrero de 14         | 5.11.22        | Greg Kroah-Hartman               | Mayo del 2021 | Nombrada como 💕 Valentine's Day Edition 💕 |  |
| 5.12                                                                                           | 2021 de abril de 25           | 5.12.19        | Greg Kroah-Hartman               | Julio del 2021 | Nombrada como Frozen Wasteland |  |
| 5.13                                                                                           | 2021 de junio de 27           | 5.13.19        | Greg Kroah-Hartman & Sasha Levin | Septiembre del 2021 | Nombrada como Opossums on Parade |  |
| 5.14                                                                                           | 29 de agosto de 2021          | 5.14.21        | Greg Kroah-Hartman               | November 2021 | Usada en RHEL 9 Beta |  |
| 5.15                                                                                           | 31 de octubre de 2021         | 5.15.141       | Greg Kroah-Hartman & Sasha Levin | Octubre del 2023 | Vigésimo segunda versión de largo soporte, usada en Ubuntu 22.04 LTS y Slackware 15 Nombrada como Trick or Treat                                    |  |
| 5.16                                                                                           | 9 de enero del 2022           |                | Greg Kroah-Hartman & Sasha Levin | | |  |
| 5.17                                                                                           | 2022 de marzo de 20           | 5.17.15        | Greg Kroah-Hartman & Sasha Levin | Soporte BPF CO-RE5152 Mejoras en el generador de números aleatorios Nueva herramienta de análisis de Linux en tiempo real (RTLA)l Soporte para dar nombres a la memoria anónima | Nombrada como Superb Owl |  |
| 5.18                                                                                           | 2022 de mayo de 22            | 5.18.19        | Greg Kroah-Hartman & Sasha Levin | - Support for Indirect Branch Tracking on Intel CPUs - User events - fprobe, for probing multiple functions with a single probe handler - Headers rearchitecturing preparations for faster compilation times - Stricter memcpy() compile-time bounds checking - Switch to C11                                                              | |  |
| 5.19                                                                                           | 2022 de julio de 31           | 5.19.17        | Linus Torvalds                   | - Initial support for LoongArch - Support for Big TCP - More secure encrypted virtualization with AMD SEV-SNP and Intel TDX - Armv9 Scalable Matrix Extension support - Introduce Intel In-Field Scan driver to run targeted low level diagnostics outside of the CPU's architectural error detection capabilities - a.out support removed | |  |
| Leyenda:Versión antiguaVersión antigua, con soporte técnicoÚltima versiónÚltima versión previa |                               |                |                                  | | |  |

## Rama 3.x.y
El salto de 2.6.x a 3.x no se debió a una actualización que rompiera la compatibilidad, sino más bien al primer lanzamiento de un nuevo esquema de numeración de versiones introducido como un sistema más conveniente.

## Releases 2.6.x.y
Las versiones 2.6.16 y 2.6.27 del núcleo de Linux fueron informalmente designadas como de soporte a largo plazo (LTS), antes de que en 2011 un grupo de trabajo en la Linux Foundation iniciara una iniciativa formal de soporte a largo plazo.

## Historial de versiones[actualizar]
| Versión | Fecha                    | Nota                    | Ficheros | LoC        | MiB   | MiB (bz2) |
| ------- | ------------------------ | ----------------------- | -------- | ---------- | ----- | --------- |
| 0.01    | 17 de septiembre de 1991 | Initial Public Release  | 88       | 8.413      | 0,267 | 0,06      |
| 0.02    | 5 de octubre de 1991     |                         | -        | -          | -     | -         |
| 0.11    | 8 de diciembre de 1991   |                         | 100      | 11.907     | 0,363 | 0,076     |
| 0.95    | 7 de marzo de 1992       |                         | 122      | 19.200     | 0,533 | 0,111     |
| 1.0.0   | 13 de marzo de 1994      | Primera versión estable | 561      | 170.581    | 4,633 | 0,969     |
| 1.1.0   | 6 de abril de 1994       | Versión de desarrollo   | 561      | 170.320    | -     | -         |
| 1.2.0   | 6 de marzo de 1995       |                         | 909      | 294.623    | -     | -         |
| 1.3.0   | 12 de junio de 1995      | Versión de desarrollo   | 992      | 323.581    | -     | -         |
| 2.0.0   | 9 de junio de 1996       |                         | 2.015    | 716.119    | 21,7  | 4,499     |
| 2.1.0   | 30 de septiembre de 1996 | Versión de desarrollo   | 1.727    | 735.736    | -     | -         |
| 2.2.0   | 26 de enero de 1999      |                         | 4.599    | 1.676.182  | -     | -         |
| 2.3.0   | 11 de mayo de 1999       | Versión de desarrollo   | 4.721    | 1.763.358  | -     | -         |
| 2.4.0   | 4 de enero de 2001       |                         | 8.187    | 3.158.560  | 96,8  | 18,79     |
| 2.5.0   | 23 de noviembre de 2001  | Versión de desarrollo   | 9.893    | 3.833.603  | -     | -         |
| 2.6.0   | 18 de diciembre de 2003  |                         | 15.007   | 5.475.685  | 170,7 | 31,7      |
| 2.6.25  | 16 de abril de 2008      |                         | 23.810   | 8.396.250  | 258,8 | 46,4      |
| 2.6.30  | 10 de junio de 2009      |                         | 27.878   | 10.419.567 | 322,3 | 56,7      |
| 2.6.35  | 1 de agosto de 2010      |                         | 33.315   | 12.250.679 | 376,2 | 66,1      |
| 3.0     | 22 de julio de 2011      |                         | 36.782   | 13.688.408 | 410,8 | 73,2      |
| 3.0     | 27 de julio de 2012      |                         | 37.792   | 19.688.408 | 460,8 | 73,2      |
| 3.18    | 7 de diciembre de 2014   | Versión estable         | -        | -          | -     | 77,2      |
| 3.19    | 8 de febrero de 2015     |                         | -        | -          | -     | 77,9      |
| 4.0     | 12 de abril de 2015      |                         | -        | -          | -     | -         |
| 4.1     | 22 de junio de 2015      |                         | -        | -          | -     | -         |
| 4.2     | 30 de agosto de 2015     |                         | -        | -          | -     | -         |
| 4.3     | 1 de noviembre de 2015   |                         | -        | -          | -     | -         |
| 4.4     | 10 de enero de 2016      |                         | -        | -          | -     | -         |
| 4.5     | 13 de marzo de 2016      |                         | -        | -          | -     | -         |
| 4.6     | 15 de mayo de 2016       |                         | -        | -          | -     | -         |
| 4.7     | 24 de julio de 2016      |                         | -        | -          | -     | -         |
| 4.8     | 25 de septiembre de 2016 |                         | -        | -          | -     | -         |
| 4.9     | 11 de diciembre de 2016  |                         | -        | -          | -     | -         |
| 4.10    | 30 de abril de 2017      |                         | -        | -          | -     | -         |
| 4.11    | 30 de abril de 2017      |                         | -        | -          | -     | -         |
| 4.12    | 2 de julio de 2017       |                         | -        | -          | -     | -         |
| 4.13    | 3 de septiembre de 2017  |                         | -        | -          | -     | -         |
| 4.14    | 12 de noviembre de 2017  |                         | -        | -          | -     | -         |
| 4.15    | 28 de enero de 2018      |                         | -        | -          | -     | -         |
| 4.16    | 1 de abril de 2018       |                         | -        | -          | -     | -         |
| 4.17    | 3 de junio de 2018       |                         | -        | -          | -     | -         |
| 4.18    | 12 de agosto de 2018     |                         | -        | -          | -     | -         |
| 4.19    | 22 de octubre de 2018    |                         | -        | -          | -     | -         |
| 4.20    | 23 de diciembre de 2018  |                         | -        | -          | -     | -         |
|         |                          |                         |          |            |       |           |